# 二氯化三甲基钽
二氯化三甲基钽是一种有机钽化合物，化学式为Ta(CH3)3Cl2，它是浅黄色晶体，对空气和水十分敏感，可以在室温真空下升华。它是首个被报道的钽的σ键烷基配合物，于1964年由Gordon L. Juvinall合成。它可以和下图所示二氢吖啶二胺配体反应：